# Манифест Коммунистической партии
«Манифе́ст Коммунисти́ческой па́ртии» (нем. Manifest der Kommunistischen Partei) — работа Карла Маркса и Фридриха Энгельса, в которой авторы декларируют и обосновывают цели, задачи и методы борьбы зарождавшихся коммунистических организаций и партий.
В этом важном марксистском сочинении констатируется, что вся предшествующая история человечества есть история борьбы классов. Авторы провозглашают неотвратимость гибели капитализма от рук пролетариата, которому предстоит построить бесклассовое коммунистическое общество с общественной собственностью на средства производства.
В «Манифесте Коммунистической партии» Маркс и Энгельс излагают своё видение законов общественного развития и неизбежности смены способов производства. Важное место в «Манифесте» занимает критический обзор различных немарксистских теорий социализма и реакционных «псевдосоциалистических» учений. Так, жёстко критикуется утопичный «грубый и непродуманный коммунизм» тех, кто просто распространял принцип частной собственности на каждого («общая частная собственность»). Кроме того, в «Манифесте» говорится, что коммунисты как самая решительная часть пролетариата «не являются особой партией, противостоящей другим рабочим партиям», а также «повсюду поддерживают всякое революционное движение, направленное против существующего общественного и политического строя» и «добиваются объединения и соглашения между демократическими партиями всех стран».
«Манифест» начинается словами: «Призрак бродит по Европе — призрак коммунизма. Все силы старой Европы объединились для священной травли этого призрака: папа и царь, Меттерних и Гизо, французские радикалы и немецкие полицейские». Заканчивается он следующими предложениями: «Пусть господствующие классы содрогаются перед Коммунистической Революцией. Пролетариям нечего в ней терять кроме своих цепей. Приобретут же они весь мир», — за которыми следует знаменитый исторический лозунг: «Пролетарии всех стран, соединяйтесь!».
Впервые издан 21 февраля 1848 года в Лондоне. Переиздавался многократно, в том числе и при жизни авторов, однако изменения не вносились. В предисловии к немецкому изданию 1872 года Энгельс отмечал: «Однако „Манифест“ является историческим документом, изменять который мы уже не считаем себя более вправе».

## История написания и издания
«Манифест» был написан по поручению тайного пропагандистского общества «Союз справедливых», организованного немецкими эмигрантами, с которыми Маркс познакомился в Лондоне (и после принятия в его ряды Маркса и Энгельса в 1847 году переименованного в «Союз коммунистов»).
Первый конгресс «Союза справедливых» 2—9 июня 1847 года поручил Энгельсу подготовить текст программного документа организации. Первоначальный текст Энгельса получил название «Проект Коммунистического символа веры». В конце октября, прибыв в Париж и обнаружив, что написанный немецким социалистом Мозесом Гессом проект программного манифеста неприемлем, Энгельс перерабатывает свой материал в текст «Принципов коммунизма». 23 ноября в письме Энгельса к Марксу изложено желание преобразовать текст из катехизиса в манифест.
По решению второго конгресса «Союза коммунистов» 29 ноября — 8 декабря 1847 года Маркс при помощи Энгельса и подготовил текст «Коммунистического манифеста» как программы международной организации революционного пролетариата. «Манифест» был закончен Марксом в Бельгии в январе 1848 года, когда центральный комитет «Союза коммунистов» потребовал прислать рукопись к 1 февраля 1848 года.
Впервые «Манифест Коммунистической партии» был анонимно издан в Лондоне на немецком языке 23-страничной брошюрой в тёмно-зелёной обложке. Относительно точной даты его выхода в свет существуют разночтения — в разных источниках указывается 15 февраля, 21 февраля, 26 февраля 1848 года. В любом случае, брошюра переиздавалась тогда по крайней мере трижды, а 3 марта, за день до выдворения Маркса полицейскими из Бельгии, её текст перепечатала немецкая эмигрантская газета Deutsche Londoner Zeitung. 20 марта тысяча экземпляров «Манифеста» достигла Парижа, а в Германию они попали в начале апреля.
Предисловие «Манифеста» указывало, что он издаётся на разных языках. Вслед за немецким оригиналом вскоре вышли переводы на польский, датский, шведский, а в 1850 году — и на английский язык. Деятель чартистского и коммунистического движения Джордж Джулиан Харни опубликовал английскую версию в переводе социалистки, феминистки и журналистки Хелен Макфарлейн (писала под псевдонимом Говард Мортон), причём в предисловии впервые назывались авторы «Манифеста», которые в предыдущих изданиях оставались неизвестными.
Начавшиеся по всей Европе революции 1848 года обеспечили идеальный момент для публикации этого революционного документа, однако с ним могло ознакомиться незначительное количество людей, и особенного влияния на те события он не оказал. Единственным исключением был Кёльн, где выходившая значительным тиражом газета Маркса Neue Rheinische Zeitung популяризовала «Коммунистический манифест» и его идеи.
Массовый интерес к документу возник уже в 1870-х годах благодаря деятельности Первого интернационала, Парижской коммуне и судебному процессу против СДПГ, на котором отрывки из «Манифеста» зачитывались стороной обвинения. Таким образом, по закону стало возможным легально публиковать «Манифест» в Германии, и в 1872 году Маркс и Энгельс быстро подготовили новое немецкое издание. В общей сложности, лишь за 1871—1873 годы вышло 9 редакций «Манифеста» на 6 языках. В 1872 году первое издание в США подготовила суфражистка Виктория Вудхалл.
Новые массовые социал-демократические партии распространяли текст «Манифест коммунистической партии» по множеству стран. В предисловии к английскому изданию 1888 года Энгельс отмечал: «…история „Манифеста“ в значительной степени отражает историю современного рабочего движения; в настоящее время он несомненно является самым распространенным, наиболее международным произведением всей социалистической литературы, общей программой, признанной миллионами рабочих от Сибири до Калифорнии».
Первым переводчиком «Манифеста Коммунистической партии» на русский язык, возможно, был соратник и оппонент Маркса с Энгельсом по I Интернационалу, видный теоретик анархизма Михаил Бакунин. «Манифест» был напечатан в типографии «Колокола» и опубликован в 1869 году в Женеве. Второе издание появилось там же в 1882 году в переводе Георгия Плеханова со специальным предисловием Маркса и Энгельса, в котором они задаются вопросом, может ли русская община стать инструментом перехода к коммунистической форме общего владения, минуя капиталистическую стадию, которую проходят западноевропейские общества. Первый украинский перевод «Манифеста» подготовила писательница Леся Украинка.
Точных сведений об общем количестве изданий «Манифеста Коммунистической партии» нет. Но только в СССР к 1 января 1973 года было выпущено 447 изданий «Манифеста» общим тиражом 24 341 000 экземпляров на 74 языках.
Новый всплеск интереса к труду Маркса и Энгельса наблюдается в XXI веке. В 2012 году было подготовлено новое английское издание «Манифеста» с предисловием ведущего историка-марксиста Эрика Хобсбаума. С 2010 года канадское академическое издательство Red Quill Books, специализирующееся на изложении классических радикальных текстов в форме комиксов или манги, издавало «Иллюстрированный Манифест Коммунистической партии» (Communist Manifesto Illustrated) в четырёх частях комикса.

## Оглавление
1. Буржуа и пролетарии
2. Пролетарии и коммунисты
3. Социалистическая и коммунистическая литература
  1. Реакционный социализм
    1. Феодальный социализм
    2. Мелкобуржуазный социализм
    3. Немецкий, или «истинный», социализм

  2. Консервативный, или буржуазный, социализм
  3. Критически-утопический социализм и коммунизм
4. Отношение коммунистов к различным оппозиционным партиям

## Содержание
Авторы «Манифеста» заявляют, что по Европе бродит «призрак коммунизма» (das Gespenst des Kommunismus), против которого объединились различные силы Старой Европы (des alten Europa). Манифест призван изложить коммунистическую точку зрения. Прежде всего история — это борьба классов (Klassenkampf). Древний Рим сменяют Средние века, за которыми следует эпоха буржуазии. «Пар и машина произвели революцию в промышленности». Буржуазия стирает национальные различия и способствует космополитическим настроениям, подчиняя «варварские нации» цивилизованным, а Восток — Западу. Однако буржуазия (Bourgeoisie) выковала оружие несущее ей смерть — пролетариат, современных рабочих. При этом рабочие в условиях машинного производства становятся простым придатком (Zubehör) машины. У них стирается национальный характер, а мораль и религия превращаются в «буржуазные предрассудки» (bürgerliche Vorurtheile).
Коммунисты выражают интересы пролетариата и борются за его политическое господство. Основная цель коммунизма: «уничтожение (Aufhebung) частной собственности». Далее авторы манифеста говорят об «общности жён» (Weibergemeinschaft), замечая, что эта практика в форме проституции и адюльтера существовала всегда, и что только коммунистическое общество с новыми общественно-экономическими отношениями способно прекратить эту практику. Также заявляется, что «у рабочих нет отечества» (Die Arbeiter haben kein Vaterland). Коммунистическая революция, по мысли авторов Манифеста, будет разворачиваться посредством экспроприации собственности, создания национального банка (Nationalbank), централизации транспорта в руках государства, создании государственных фабрик (Nationalfabriken) и промышленных армий (industrieller Armeen). В результате на смену буржуазному обществу придут «ассоциация» (Association).
В качестве реакционных альтернатив буржуазному обществу авторы Манифеста называют «феодальный», «мелкобуржуазный», «немецкий», «консервативный» и «утопический» социализм, который враждебен интересам рабочего движения.
Грядущая «немецкая буржуазная революция» (deutsche bürgerliche Revolution) провозглашается прологом (Vorspiel) «пролетарской революции». Манифест завершается возгласом, что пролетариям нечего терять «кроме своих цепей», «приобретут же они весь мир». «Пролетарии всех стран (Länder), объединяйтесь!».

## Программа перехода от капитализма к коммунизму
В главе «II. Пролетарии и коммунисты» приводится краткая программа перехода от капиталистической общественной формации к коммунистической, совершаемая насильственным путём господства диктатуры пролетариата.

Пролетариат использует своё политическое господство для того, чтобы вырвать у буржуазии шаг за шагом весь капитал, централизовать все орудия производства в руках государства, то есть пролетариата, организованного как господствующий класс, и возможно более быстро увеличить сумму производительных сил.
Это может, конечно, произойти сначала лишь при помощи деспотического вмешательства в право собственности и в буржуазные производственные отношения, то есть при помощи мероприятий, которые экономически кажутся недостаточными и несостоятельными, но которые в ходе движения перерастают самих себя и неизбежны как средство для переворота во всем способе производства.

Сама программа содержит 10 пунктов:

Эти мероприятия будут, конечно, различны в различных странах.

Однако в наиболее передовых странах могут быть почти повсеместно применены следующие меры:
1. Экспроприация земельной собственности и обращение земельной ренты на покрытие государственных расходов.
2. Высокий прогрессивный налог.
3. Отмена права наследования.
4. Конфискация имущества всех эмигрантов и мятежников.
5. Централизация кредита в руках государства посредством национального банка с государственным капиталом и с исключительной монополией.
6. Централизация всего транспорта в руках государства.
7. Увеличение числа государственных фабрик, орудий производства, расчистка под пашню и улучшение земель по общему плану.
8. Одинаковая обязательность труда для всех, учреждение промышленных армий, в особенности для земледелия.
9. Соединение земледелия с промышленностью, содействие постепенному устранению различия между городом и деревней.
10. Общественное и бесплатное воспитание всех детей. Устранение фабричного труда детей в современной его форме. Соединение воспитания с материальным производством и т. д.

После ликвидации капиталистических отношений диктатура пролетариата исчерпает себя, и должна будет уступить место «ассоциации индивидов». Сущность этой ассоциации, принципы её организации и функционирования в «Манифесте» не определяются.

Когда в ходе развития исчезнут классовые различия и все производство сосредоточится в руках ассоциации индивидов, тогда публичная власть потеряет свой политический характер. Политическая власть в собственном смысле слова — это организованное насилие одного класса для подавления другого. Если пролетариат в борьбе против буржуазии непременно объединяется в класс, если путём революции он превращает себя в господствующий класс и в качестве господствующего класса силой упраздняет старые производственные отношения, то вместе с этими производственными отношениями он уничтожает условия существования классовой противоположности, уничтожает классы вообще, а тем самым и своё собственное господство как класса.

На место старого буржуазного общества с его классами и классовыми противоположностями приходит ассоциация, в которой свободное развитие каждого является условием свободного развития всех.

Некоторые цели, намеченные в Манифесте, на сегодня утратили актуальность во многих странах, например:
- бесплатное публичное образование и запрет детского труда;
- прогрессивное налогообложение.

## Оценки
«Манифест Коммунистической партии» оказал огромное влияние на умы мыслителей конца XIX — начала XX века, он является базовым документом для программ коммунистических партий всех стран.
- Владимир Ленин: «В этом произведении с гениальной ясностью и яркостью обрисовано новое миросозерцание, последовательный материализм, охватывающий и область социальной жизни, диалектика, как наиболее всестороннее и глубокое учение о развитии, теория классовой борьбы и всемирно-исторической революционной роли пролетариата, творца нового, коммунистического общества»[5].
- Академик Пётр Поспелов: «Маркс и Энгельс научили пролетариат всего мира сознавать свои силы, свою великую историческую миссию могильщика капитализма. На место мечтаний о лучшем будущем человечества они поставили науку о революционном преобразовании мира, об исторической закономерности гибели капитализма и создания нового экономического и политического строя, фундаментом которого является общественная собственность на средства производства»[6].
- Британский историк-троцкист Крис Харман отмечал в 2003 году, что некоторые пассажи из «Манифеста» предвосхищают новейшие исследования глобализации[7]. По мнению его единомышленника Алекса Каллиникоса, это «поистине манифест XXI века»[8].
- К 150-летию «Манифеста» вышел специальный выпуск журнала Socialist Register, в котором английский философ Питер Осборн утверждал, что это «самый влиятельный текст, написанный в XIX веке»[9].
- В 2013 году рукопись «Манифеста Коммунистической партии» была включена в реестр документального наследия «Память мира» (проект ЮНЕСКО) с формулировкой:[10]

«Манифест Коммунистической партии» и «Капитал» являются двумя из наиболее важных публикаций 19-го века, весьма влиятельные и по сей день.
- Умберто Эко назвал «Манифест» «шедевром политического красноречия»[11].

## Переводы на русский язык
- 1869 — первое издание «Манифеста» на русском языке в Женеве. Автор перевода Михаил Бакунин[12], хотя переводчик указан не был. Имели место искажения[12].
- 1882 — издание «Манифеста» в переводе Георгия Плеханова (вышло в Женеве со специальным предисловием Маркса и Энгельса)[12].
- 1903 — перевод «Манифеста», сделанный Владимиром Поссе.
- 1906 — выходит «Манифест» в переводе Вацлава Воровского.
- 1932 — перевод «Манифеста» Владимира Адоратского
- 1939 — коллективный перевод «Манифеста» Института Маркса-Энгельса-Ленина
- 1948 — юбилейное издание «Манифеста» ИМЭЛ (уточнён перевод 1939 года)
- 1955 — выходит 4-й том «Сочинений» Карла Маркса и Фридриха Энгельса (2-е издание), подготовленный Институтом Маркса—Энгельса—Ленина—Сталина при ЦК КПСС. В том включена обновлённая версия перевода «Манифеста Коммунистической партии».

## В филателии
Ко столетию «Манифеста» были выпущены две марки СССР 1948 года, различающиеся номиналом и расцветкой, с портретами Маркса, Энгельса и титульным листом русского издания «Манифеста». В 1966 году заголовок «Манифеста» и портреты Маркса и Энгельса были изображены на марке ГДР, посвящённой 20-летию СЕПГ. В 2020 году в КНР была выпущена марка, посвящённая 100-летию первой полной публикации «Манифеста» на китайском языке, на ней изображён осуществивший тот перевод Чэнь Вандао, а также обложки китайской версии «Манифеста».
- Почтовая марка СССР ко 100-летию «Манифеста», 1948 год (ЦФА [АО «Марка»] № 1245)
- Почтовая марка СССР ко 100-летию «Манифеста», 1948 год (ЦФА [АО «Марка»] № 1246)